# تينو نونيز
تينو نونيز (بالإنجليزية: Tino Nuñez)‏ (22 أغسطس 1984 بلونغ بيتش في الولايات المتحدة - ) هو لاعب كرة قدم أمريكي في مركز الهجوم. لعب مع ريال سالت ليك وRochester Rhinos ‏ وEmpire Strykers ‏ وBakersfield Brigade ‏ وBaltimore Blast ‏ وبيتسبورغ ريفرهوندز ومنتخب الولايات المتحدة الوطني لكرة القدم الشاطئية ونادي بان وMinnesota United FC (2010–2016) ‏.

## وصلات خارجية
- تينو نونيز على موقع الدوري الأمريكي (الإنجليزية)
- تينو نونيز على موقع قاعدة بيانات كرة القدم.إي يو (الإنجليزية)